# Mirza Sadig Latifov
Mirza Sadig Latifov (en azerí: Mirzə Sadıq Mirzə Əbdüllətif oğlu Lətifov; 19 de abril de 1852, Shusha – 1901, Shusha) fue un poeta, médico y pedagogo azerbaiyano, miembro de la sociedad literaria Majlisi-Feramushan.

## Biografía
Mirza Sadig nació el 19 de abril de 1852 en la ciudad de Shusha. Pertenece a la familia Latifov conocida en Karabaj y Shusha. Su padre, Mirza Abdullatif, era clérigo, maestro y calígrafo. Su abuelo Molla Kalbali era uno de los clérigos cercanos al palacio de Ibrahim Khalil Kan. Baba Bey Shakir escribió sobre él en sus poemas y lo llamó erudito. Sadig recibió su primera educación de su hermano mayor Molla Mehdigulu. Luego fue a Tabriz para continuar su educación. Recibió entrenamiento del médico jefe Mirza Abdulhasan aquí. Luego continuó su educación con un maestro alemán y regresó a Shusha después de completar su educación superior. Mirza Sadig Latifov ejerció la medicina y la enseñanza en Shusha. Trató a Khurshidbanu Natavan y enseñó a sus hijos. También trabajó como profesor de Sharía en la Escuela Shusha Realni. Uno de sus alumnos fue Yusuf Vezir Chamanzaminli. Como poeta, Mirza Sadig escribió poemas bajo los seudónimos de Tabib y Hijri. Estaba casado con una mujer llamada Gulbahar. Tuvo una hija llamada Zuleyha Chanim con sus hijos Abdulhasan y Mahmud. Mirza Sadig Latifov murió en 1901 y fue enterrado en el cementerio de Mirza Hasan.